# Desmodium hirtum
Espèce
Synonymes
- Desmodium boivinianum Baill.[1]
- Desmodium hirtum var. hirtum[1]
- Desmodium monospermum sensu auct.[1]

Desmodium hirtum est une espèce de plantes à fleurs de la famille des Fabaceae et du genre Desmodium, présente dans de nombreux pays d'Afrique tropicale. On lui connaît diverses utilisations en médecine traditionnelle.

## Liste des variétés
Selon Catalogue of Life (16 juin 2020) :
- Desmodium hirtum var. hirtum

Selon Tropicos (16 juin 2020) (Attention liste brute contenant possiblement des synonymes) :
- Desmodium hirtum var. delicatulum (A. Rich.) B.G. Schub.
- Desmodium hirtum var. hirtum